# Ли Ин Сик
Ли Ин Шик (кор. 이인식?, ?; 14 февраля 1983, Южная Корея) — корейский футболист, защитник китайского клуба «Пекин 361°».

## Карьера

### Клубная
Начал футбольную карьеру в 2005 году, выступал один сезон за «Чонбук Хёндэ Моторс», затем несколько сезонов выступал за южнокорейские команды «Кимхэ», «Чеджу Юнайтед», «Чхонан Сити». С 2012 года — игрок клуба первой лиги Китая «Пекин 361°».